# Луций Ноний Аспренат (консул 6 г.)
Вижте пояснителната страница за други личности с името Луций Ноний Аспренат.
Луций Ноний Аспренат (на латински: Lucius Nonius Asprenas; * 30 пр.н.е.; † 20 г.) e политик и сенатор на ранната Римска империя.

## Биография
Произлиза от фамилията Нонии. Син е на Луций Ноний Аспренат, който е намесен в прочут процес  и на Квинтилия, сестра на Публий Квинтилий Вар. Той е брат на Секст Ноний Квинтилиан (консул 8 г.).
Аспренат е женен за Калпурния (род. 25 пр.н.е.), дъщеря на Луций Калпурний Пизон Понтифекс, консул 15 пр.н.е. Те са родители на Луций, (суфектконсул 29 г.), Публий (консул 38 г.) и Ноний Аспренат Калпурний Торкват.
През 6 г. той е суфектконсул на мястото на Луций Арунций заедно с консул Марк Емилий Лепид. От 7 г. e легат при чичо си Вар и командва легионите I Германски легион и V легион „Чучулигите“ (V Alaudae) в Германия.
От 12 до 15 г. (или от 13 до 16 г.) Аспренат e проконсул на провинция Африка. По-късно той e curatores locorum publicorum iudicandorum и отговаря за общественото строителство в Рим. През 20 г. e доказано, че е на събрание на сената.
Аспренат е в колегията на Septemviri epulonum.